# Seznam dílů seriálu Policajti z L. A.
Toto je seznam dílů seriálu Policajti z L. A.. Americké kriminální drama Policajti z L. A. mělo premiéru 9. dubna 2009 na stanici NBC. 8. října 2009 byl seriál zrušen, avšak 2. listopadu 2009 koupila stanice TNT práva sedmi originálních dílů. Poslední díl měl premiéru 17. dubna 2013.

## Přehled řad
| Řada | Díly | Premiéra v USA | Premiéra v USA  | Domácí televizní stanice |
| Řada | Díly | První díl      | Poslední díl    | Domácí televizní stanice |
| ---- | ---- | -------------- | --------------- | ------------------------ |
| 1    | 7    | 9. dubna 2009  | 21. května 2009 | NBC                      |
| 2    | 6    | 2. března 2010 | 6. dubna 2010   | TNT                      |
| 3    | 10   | 4. ledna 2011  | 8. března 2011  | TNT                      |
| 4    | 10   | 17. ledna 2012 | 20. března 2012 | TNT                      |
| 5    | 10   | 13. února 2013 | 17. dubna 2013  | TNT                      |

## Seznam dílů

### První řada (2009)
| Č. v seriálu | Č. v řadě | Původní název      | Režie               | Scénář                                                       | Premiéra v USA  |
| ------------ | --------- | ------------------ | ------------------- | ------------------------------------------------------------ | --------------- |
| 1            | 1         | Unknown Trouble    | Christopher Chulack | Ann Biderman                                                 | 9. dubna 2009   |
| 2            | 2         | Mozambique         | Nelson McCormick    | Ann Biderman                                                 | 16. dubna 2009  |
| 3            | 3         | See the Woman      | Christopher Chulack | Ann Biderman                                                 | 23. dubna 2009  |
| 4            | 4         | Sally in the Alley | Christopher Chulack | Angela Amato Velez a Ann Biderman                            | 30. dubna 2009  |
| 5            | 5         | Two Gangs          | Nelson McCormick    | Dee Johnson                                                  | 7. května 2009  |
| 6            | 6         | Westside           | Nelson McCormick    | námět: Ann Biderman scénář: Angela Amato Velez a Dee Johnson | 14. května 2009 |
| 7            | 7         | Derailed           | Christopher Chulack | Ann Biderman                                                 | 21. května 2009 |

### Druhá řada (2010)
| Č. v seriálu | Č. v řadě | Původní název                    | Režie               | Scénář                         | Premiéra v USA  |
| ------------ | --------- | -------------------------------- | ------------------- | ------------------------------ | --------------- |
| 8            | 1         | Phase Three" Christopher Chulack | Christopher Chulack | Ann Biderman a John Wells      | 2. března 2010  |
| 9            | 2         | Butch and Sundance               | Nelson McCormick    | Robin Green a Mitchell Burgess | 9. března 2010  |
| 10           | 3         | U-Boat                           | Christopher Chulack | Ann Biderman                   | 16. března 2010 |
| 11           | 4         | The Runner                       | Guy Ferland         | Diana Son                      | 23. března 2010 |
| 12           | 5         | What Makes Sammy Run?            | Felix Alcalá        | Cheo Hodari Coker              | 30. března 2010 |
| 13           | 6         | Maximum Deployment               | J. Michael Muro     | David Graziano                 | 6. dubna 2010   |

### Třetí řada (2011)
| Č. v seriálu | Č. v řadě | Původní název  | Režie               | Scénář                                                                            | Premiéra v USA |
| ------------ | --------- | -------------- | ------------------- | --------------------------------------------------------------------------------- | -------------- |
| 14           | 1         | Let It Snow    | Christopher Chulack | Ann Biderman a John Wells                                                         | 4. ledna 2011  |
| 15           | 2         | Punching Water | Christopher Chulack | Cheo Hodari Coker                                                                 | 11. ledna 2011 |
| 16           | 3         | Discretion     | Nelson McCormick    | Jonathan Lisco                                                                    | 18. ledna 2011 |
| 17           | 4         | Code 4         | Felix Alcalá        | námět: Diana Son a Will Rokos scénář: Will Rokos                                  | 25. ledna 2011 |
| 18           | 5         | The Winds      | Christopher Chulack | námět: Robin Green, Mitchell Burgess a Healther Zuhlke scénář: Heather Zuhlke     | 1. února 2011  |
| 19           | 6         | Cop or Not     | J. Michael Muro     | Cheo Hodari Coker                                                                 | 8. února 2011  |
| 20           | 7         | Sideways       | Allison Anders      | Jonathan Lisco                                                                    | 15. února 2011 |
| 21           | 8         | Fixing a Hole  | Christopher Chulack | námět: Will Rokos scénář: Cheo Hodari Coker                                       | 22. února 2011 |
| 22           | 9         | Failure Drill  | J. Michael Muro     | námět: Jonathan Lisco a Chitra Elizabeth Sampath scénář: Chitra Elizabeth Sampath | 1. března 2011 |
| 23           | 10        | Graduation Day | Christopher Chulack | námět: Heather Zuhlke scénář: John Wells                                          | 8. března 2011 |

### Čtvrtá řada (2012)
| Č. v seriálu | Č. v řadě | Původní název   | Režie               | Scénář            | Premiéra v USA  |
| ------------ | --------- | --------------- | ------------------- | ----------------- | --------------- |
| 24           | 1         | Wednesday       | Christopher Chulack | Jonathan Lisco    | 17. ledna 2012  |
| 25           | 2         | Underwater      | Nelson McCormick    | Cheo Hodari Coker | 24. ledna 2012  |
| 26           | 3         | Community       | Felix Alcalá        | Jason Horwitch    | 31. ledna 2012  |
| 27           | 4         | Identity        | Nelson McCormick    | Sara Gran         | 7. února 2012   |
| 28           | 5         | Legacy          | J. Michael Muro     | Heather Zuhlke    | 14. února 2012  |
| 29           | 6         | Integrity Check | Christopher Chulack | Jonathan Lisco    | 21. února 2012  |
| 30           | 7         | Fallout         | Allison Anders      | Etan Frankel      | 28. února 2012  |
| 31           | 8         | God's Work      | Guy Norman Bee      | Cheo Hodari Coker | 6. března 2012  |
| 32           | 9         | Risk            | J. Michael Muro     | Jason Horwitch    | 13. března 2012 |
| 33           | 10        | Thursday        | Christopher Chulack | Jonathan Lisco    | 20. března 2012 |

### Pátá řada (2013)
| Č. v seriálu | Č. v řadě | Původní název     | Režie               | Scénář               | Premiéra v USA  |
| ------------ | --------- | ----------------- | ------------------- | -------------------- | --------------- |
| 34           | 1         | Hats and Bats     | Christopher Chulack | Jonathan Lisco       | 13. února 2013  |
| 35           | 2         | Heat              | Daniel Sackheim     | Heather Zuhlke       | 20. února 2013  |
| 36           | 3         | Babel             | J. Michael Muro     | Aaron Rahsaan Thomas | 27. února 2013  |
| 37           | 4         | Under the Big Top | Felix Alcalá        | Sara Gran            | 6. března 2013  |
| 38           | 5         | Off Duty          | Regina King         | Zack Whedon          | 13. března 2013 |
| 39           | 6         | Bleed Out         | Christopher Chulack | Chad Feehan          | 20. března 2013 |
| 40           | 7         | Heroes            | J. Michael Muro     | Heather Zuhlke       | 27. března 2013 |
| 41           | 8         | The Felix Paradox | Stephen Cragg       | Aaron Rahsaan Thomas | 3. dubna 2013   |
| 42           | 9         | Chaos             | Christopher Chulack | Zack Whedon          | 10. dubna 2013  |
| 43           | 10        | Reckoning         | Christopher Chulack | Jonathan Lisco       | 17. dubna 2013  |